# ごたく
『ごたく』は、桑原昭男（Q舎）制作のフリーウェアのPC-98版クイズゲームである。後に同作者によりMS-DOS版の『ごたくどす』、およびWindows 3.1版の『ごたくClassic』も開発された。『ごたくClassic』は1995年にフリーソフトウェア大賞のエンタテインメント部門を受賞している。さらに別作者により独自にMacintoshやWindows CE、Zaurus、iOS、Androidにも移植されている。

## 概要
五者択一形式のクイズゲームで、1ステージに付き8問が出題され、全16ステージをクリアすることが目的となる。ランキングも備えられており、正答率と各問題を早く正答するほど高くなる得点が関係する。各ステージにはボーダーラインが定められており、それを下回るとゲームオーバーとなる。また面によってはジャンルセレクトが可能になる、ボーダーラインが下がるなどの特典が受けられることもある。
問題データの拡張子は".5tq"で、データのフォーマットおよびフリーの作成用ツールも公開されている。そのため問題データが初期にはNIFTY SERVEのFQUIZフォーラムなどパソコン通信上で、後にはインターネット上で様々な作者により配布された。このため『ごたく』シリーズよりも後に発表されたオンラインソフトのクイズゲームではWindows向けのものも含め多くの作品が『ごたく』シリーズ用問題データを使用できるものもある。また学習や教育に適した問題データも多く作成されているため教育用ソフトとしても使用可能で、『たのしい授業』（仮説社）で授業への応用例が紹介されたこともある。
PC-98版『ごたく』にはアーカイブに基本的な問題データが同梱されていたが、『ごたくどす』以降は同梱されなくなり別途問題データを入手する必要がある。また『ごたくClassic』は『ごたくどす』の移植だが、『ごたくどす』には要望に応える形で誤答時に正解を表示するオプションがあったのに対し『ごたくClassic』ではゲーム性を重視し（他のいくつかのオプションと同時に）廃止されている。
なお『ごたくClassic』は前述の通りWindows 3.1用ソフト（16bitアプリ）で、Windows 95以降専用のものは開発されていない。このため、32bit版Windowsでは概ね動作するが（一部不具合が出ることがある）、64bit版Windowsでは動作しない。

## 関連文献
- 松岡久和「法学教育とCAI 「ごたく民法」実験プロジェクト報告-1-」『龍谷法学』第26巻第3・4号、1994年3月、422-390頁。
- 堀口秀嗣「シリーズ現有機器で使えるソフトと授業-8- クイズ学習の『ごたくどす』」『教育と情報』第476号、1997年11月、49-52頁。